# Krónika
Krónika este un cotidian în limba maghiară din România, fondat în 1999.
Apare în Cluj-Napoca și este un ziar de orientare centru-dreapta, care este distribuit național.

## Istoric
Cotidianul a fost demarat inițial de un grup de interese apropiat Uniunii Democrate a Maghiarilor din România (UDMR, prin editura SC Scripta SA din Oradea - aflată în proprietatea senatorului Attila Verestoy -, pachetul majoritar de acțiuni al publicației fiind însă preluat în anul 2000 de către un grup de investitori apropiați partidului Fidesz din Ungaria, prin firma Hungarom Media Kft din Budapesta. Editorul "Kronika Kiadohaz" a înființat un serviciu propriu de curierat și difuzare în zona Transilvaniei. Sistemul derulat prin transportul auto al exemplarelor nu a funcționat în mod eficient și a generat pierderi în special la capitolul combustibil. În perioada 2001-2006 publicația a înregistrat pierderi masive, iar în paralel difuzarea nu a cunoscut creșteri semnificative, tirajul cifrându-se la 5-10 mii de exempalre pe zi, față de target-ul în domeniu de 20-30 mii exemplare. Redacția și administrația au cunoscut o fluctuație masivă de personal din cauza salarizării slabe între 2001-2006. În anul 2005, redactorul-șef Samu Csinta a contactat fără succes mai mulți acționari ai editorului principalului cotidian local "Haromszek" din județul Covasna, SC H-Press SRL, pentru a-i convinge să vândă partea lor de acțiuni pentru sume cuprinse între 200 și 300 milioane lei vechi, la valoarea monedei naționale din anul respectiv. H-Press are un număr de 18 acționari, iar regulamentul de ordine interioară nu permite înstrăinarea acțiunilor decât în cadrul cercului de acționari ai SRL-ului. Valoarea H-Press era estimată în 2005 la circa trei miliarde lei vechi. Potrivit unor estimări financiare, "Kronika" s-ar fi capitalizat prin obținerea pieței de publicitate a "Haromszek", aflat în situație de monopol în județul Covasna, cu un venit estimat provenit din încasări lunare din publicitate cuprinse între 500 milioane și un miliard lei vechi. "Kronika" a fost achiziționat în anul 2006 de firma Inforg Zrt. (afaceri imobiliare și consultanță în afaceri) din Ungaria, membră a holdingului Vegyepszer Zrt. al miliardarului Elek Nagy, apropiat al aceluiași Fidesz. Inforg are în proprietatea sa și canalul de telviziune "Hir TV" din Budapesta, de asemenea un susținător al Fidesz. (Nagy a beneficiat în timpul guvernării Fidesz (1994-1998) de importante comenzi de contrucții de autostrăzi în Ungaria) "Kronika" a fost preluată de Inforg după ce Hungarom nu a mai putut susține financiar editarea publicației, însă nici nu a dorit să o desființeze. În anul 2006 Inforg a preluat datoriile de 200 mii euro ale publicației și a anunțat o investiție de 400 mii euro. "Kronika" a publicat în decursul timpului mai multe anchete și reportaje critice care au avut ca subiect sistemul de finanțare al proiectelor de către Fundația „Communitas” din Cluj, gestionată de către UDMR. În cursul anului 2004 ziarul a susținut campania pro-autonomie etnică promovată de către Consiliul Național Secuiesc (CNS) în cadrul unui turneu organizat în mai multe așezări din Transilvania. campania a avut în subsidiar și rolul de a promova "Kronika". Unul dintre cei doi redactor-șef adjuncți al ziarului, Arpad Gazda este un susținător al episcopului reformat de Piatra-Craiului, președintelui Consiliului național al Maghiarilor din Transilvania (CNMT) Laszlo Tokes, iar fratele lui din municipiul Sfântul-Gheorghe este vicepreședintele organizației județene Covasna a Partidului Civic Maghiar (PCM)și secretar al organizației Sfântul-Gheorghe al Consiliului Național Secuiesc (CNS). Redactorul-șef al "Kronika" din perioada 2000-2001, respectiv 2003-2008, Samu Csinta a candidat pentru Primăria Sfântul-Gheorghe pe listele PCM la alegerile din iunie 2008.